# ذئاب عاطلة عن العمل
ذئاب عاطلة عن العمل هي مسرحية أسترالية كتبها نيك جيانوبولوس، سايمون بالوماريس، وماريا بورتيسي. تم عرضه لأول مرة في عام 1987 في مهرجان ملبورن الدولي للكوميديا وحقق نجاحا هائلا حيث قام بجولة لعدة سنوات. تضمن طاقم العمل الأصلي نيك جيانوبولوس وسايمون بالوماريس وماريا بورتيسي و جورج كابينياريس.
كان المخرج السينمائي والتلفزيوني المخضرم مارك جرايسي هو المخرج الأصلي للإنتاج. أدى نجاح العرض إلى ظهور مسلسل تلفزيوني أكروبوليس الآن بالإضافة إلى عدد من الأفلام الكوميدية المماثلة وبما في ذلك ؛ Wogsboys وWho Let the Wogs Out ? Star Wogs، aو \\ Dago as well the films The Wog Boy و Wog Boy2: Kings of Mykonos .